# Brentinae
Sous-famille
Les Brentinae sont une sous-famille de coléoptères de la famille des Brentidae.

## Liste des tribus
Arrhenodini - Brentini - Cyladini - Cyphagogini - Eremoxenini - Pholidochlamydini - Stereodermini - Taphroderini - Trachelizini - Ulocerini